# Vauntompsonia
Vauntompsonia är ett släkte av kräftdjur som beskrevs av Charles Spence Bate 1858. Vauntompsonia ingår i familjen Bodotriidae.
Släktet innehåller bara arten Vauntompsonia cristata.